# Bergitka
I Bergitka o Rom dei Carpazi (in alcuni lavori anche "Rom delle montagne polacche") sono un sottogruppo etnico rom, che vive principalmente in Polonia . Furono uno dei primi, se non il primo, gruppo di rom a migrare in Polonia, principalmente dai territori del Regno di Ungheria e del Principato di Transilvania, attraverso le montagne dei Carpazi, durante il XV secolo. Il nome Bergitka (a volte Bergare) è in realtà il termine per il gruppo usato da altri gruppi rom, originato del tedesco berg, montagna. I membri del gruppo si riferiscono a se stessi semplicemente come Rroma o amare Roma.
Il loro dialetto della lingua rom, il romanì dei Carpazi, contiene molti prestiti da polacco, slovacco e ungherese e ha anche conservato elementi di grammatica ungherese. A differenza di molti altri dialetti romanì dell'Europa orientale e centrale, non ha alcuna influenza dal tedesco.
I Bergitka non sono nomadi e hanno vissuto da sedentari almeno dal XVIII secolo. Per questo motivo, e poiché la loro interpretazione delle leggi e dei costumi tradizionali rom, il Romanipen, è considerata lassista, altri gruppi rom accordano loro un basso status sociale. I Bergitka a loro volta considerano i Rom non Bergitka come a basso status sociale e come "Rom non autentici".
Le occupazioni tradizionali dei Bergitka sono state la lavorazione del ferro e la musica.
Fino alla seconda guerra mondiale i Bergitka vivevano per lo più nelle campagne rurali degli altopiani dei Carpazi, ma dopo la guerra iniziarono a trasferirsi nelle città principali della Malopolska, come Cracovia, Tarnów e Rzeszów. Molti di loro si sono anche trasferiti nei territori recuperati nella parte occidentale della Polonia. Attualmente vivono principalmente nei voivodati dei Precarpazi, Piccola Polonia, Slesia e Bassa Slesia .
Alcune comunità Bergitka vivono anche in Slovacchia, vicino al confine polacco-slovacco.